# Kipilovo, Sliven
Kipilovo (în bulgară Кипилово) este un sat în comuna Kotel, regiunea Sliven,  Bulgaria. 

## Demografie
Componența etnică a satului Kipilovo
     Romi (1,23%)
     Turci (5,79%)
     Bulgari (89,8%)
     Nicio identificare (3,16%)
La recensământul din 2011, populația satului Kipilovo era de 569 locuitori. Din punct de vedere etnic, majoritatea locuitorilor (89,8%) erau bulgari, existând și minorități de turci (5,79%) și romi (1,23%). Pentru 3,16% din locuitori nu este cunoscută apartenența etnică.